# Dun Ban (Grimsay)

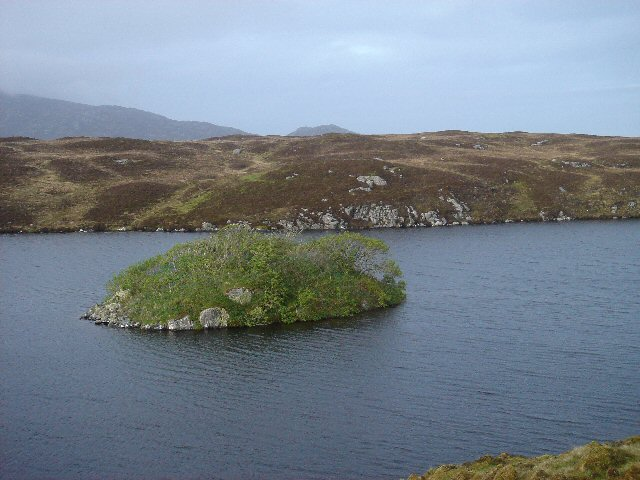
Dun Ban im Loch Hornary

Dun Ban ist ein atlantic roundhouse, das auf einer kleinen künstlichen Insel (Crannóg) im Loch Hornary auf der Insel Grimsay, einer Insel der Äußeren Hebriden, liegt. Dun Ban liegt westlich von Baymore an der „Grimsay Circular Road“. Er ist als Scheduled Monument denkmalgeschützt.
- Dun bezeichneten in Schottland üblicherweise auch die als Broch bekannte Anlagen. Dun Ban ist hingegen eine wheelhouseartige Anordnung von Zellen. Dun Ban auf Barra ist ein solcher Broch.
- Atlantic roundhouse bezeichnet in der britischen Archäologie ein eisenzeitliches Steingebäude, das in den nördlichen und westlichen Teilen des schottischen Festlandes, auf den Shetlandinseln, den Hebriden und den Orkney seltener gefunden wird.

## Beschreibung
Die Ruinen sind stark überwachsen. Der Innenraum ist unnivelliert, also sehr uneben. Ein partiell unter Wasser liegender Steindamm führt vom südlichen Seeufer in einem geschwungenen Bogen zur kleinen Insel. Der eigentliche Zugang zum Dun liegt auf der vom Land abgewandten Seite der Insel, wo ein Tor mit einer kleinen Wächterzelle liegt.
Die Ausgrabung im 19. Jahrhundert legte einen Rundturm mit vier tholosartigen Zellen frei. Ihre Wanddicken variieren zwischen 2,7 und 3,5 m und sind bis in eine Höhe von 1,8 bis 2,1 m erhalten. Unklar ist, warum das Dun aufgegeben wurde, jedoch finden sich an mehreren Stellen Brandspuren. Es hat neuerliche Untersuchungen des Geländes, einschließlich einer Unterwasser-Untersuchung, gegeben, deren Resultate jedoch noch unpubliziert sind.